# Фаренюк, Артём Николаевич
Артём Николаевич Фаренюк (укр. Артем Миколайович Фаренюк; род. 9 ноября 1992, Сумы) — украинский мини-футболист, нападающий клуба «Ураган» и сборной Украины. Участник чемпионата Европы по мини-футболу 2022 года. Мастер спорта Украины.

## Биография
Родился 9 ноября 1992 года в Сумах. В шесть лет начал заниматься футболом, но спустя два года перешёл в мини-футбол. Тренировался под руководством Владимира Гладова.
Начал карьеру в 2010 году в футзальном клубе ЛТК из Луганска. С 2012 по 2015 год — игрок «Кардинал-Ровно». В сезоне 2015/16 выступал за «ЛТК-ИнБев-НПУ», после чего вернулся «Кардинал-Ровно». В 2015 и 2018 годах выступал за любительские футбольные клубы — «Спартак-Сумбуд» (чемпионат Сумской области) и «Сокол» из Садового (чемпионат Ровенской области).
С 2018 года — игрок ивано-франковского «Урагана». В мае 2021 года продлил контракт с клубом.
В октябре 2018 года Фаренюк был впервые вызван в стан сборной Украины. Дебютную игру провёл 31 октября 2018 года против Франции (1:3). Участник чемпионата Европы по мини-футболу 2022 года.

## Достижения
- Чемпион Украины: 2020/21
- Серебряный призёр чемпионата Украины: 2018/19
- Бронзовый призёр чемпионата Украины: 2019/20
- Обладатель Кубка Украины (2): 2018/19, 2019/20
- Обладатель Суперкубка Украины: 2019
- Обладатель Кубка лиги Украины: 2018
- Лучший бомбардир чемпионата Украины: 2018/19
- Участник матча всех звёзд (2): 2018, 2019
- Лучший игрок чемпионата Украины по версии болельщиков: 2019/20[9]